# Антонін Флорентійський
Антонін Флорентійський (1 березня 1389, Флоренція — 2 травня 1459) — італійський чернець-домініканець, архієпископ Флоренції. Католицька церква шанує його як святого.

## Життя
Антонін народився  під ім'ям Антоніо П'єроцці (його також називали де Форчильйоні) в місті Флоренція, тодішній столиці незалежної Республіки, у сім'ї Нікколо та Томасіни П'єроцці, видатних громадян міста. Батько Антоніо був нотаріусом.
Молодого Антонія було прийнято до Ордену домініканців у 1405 році у 16-річному віці. В новому пріорі Ордену у Ф'єзоле він отримав богослужбовий одяг від блаженного Джованні Домінічі, засновника громади, ставши її першим членом. Незабаром, незважаючи на молодість, йому було доручено керувати різними домами свого ордену в Кортоні, Римі, Неаполі, а також Флоренції, над реформуванням якої він фанатично працював. Ці громади стали частиною нової домініканської конгрегації Тоскани, яку створив Джованні Домінічі для сприяння суворішому способу життя в Ордені, що був спустошений унаслідок поділу під час Західної схизми попереднього століття.
У 1433–1446 рр. Антонін служив вікарієм Конгрегації. На цій посаді він брав участь у створенні Пріорату Св. Марка у Флоренції. Келії пріорату, зокрема та, що належала Козимо де Медічі, були розписані фресками Фра Анджеліко та його помічників.
Антонін був  посвячений архієпископом Флоренції 13 березня 1446 р. у домініканському пріораті Ф'єзоле за ініціативи Папи Євгенія IV, який прибув висловити своє захоплення його участю в головних церковних соборах того часу. Він зокрема приїхав, щоб завоювати повагу та любов свого народу, особливо завдяки своїй енергії та ресурсам у боротьбі з наслідками чуми та землетрусу в 1448 і 1453 рр. Саме вони почали використовувати зменшувальну форму його імені, яка згодом стала переважати. Антонін проживав аскетичне життя, будучи архієпископом, і далі дотримуючись правил Домініканців. Його відносини з правлінням Медічі були тісними, але не завжди гармонійними. За цей час він кілька разів виступав послом Республіки при Святому Престолі в 1450-х роках.
Антонін помер 2 травня 1459 р., а Папа Пій II справив його поховання. Папа саме перебував на шляху до Мантуанського собору, коли почув про смерть архієпископа. У своєму заповіті архієпископ просив, щоб його поховали в монастирі, який він заснував у Флоренції.

## Праці

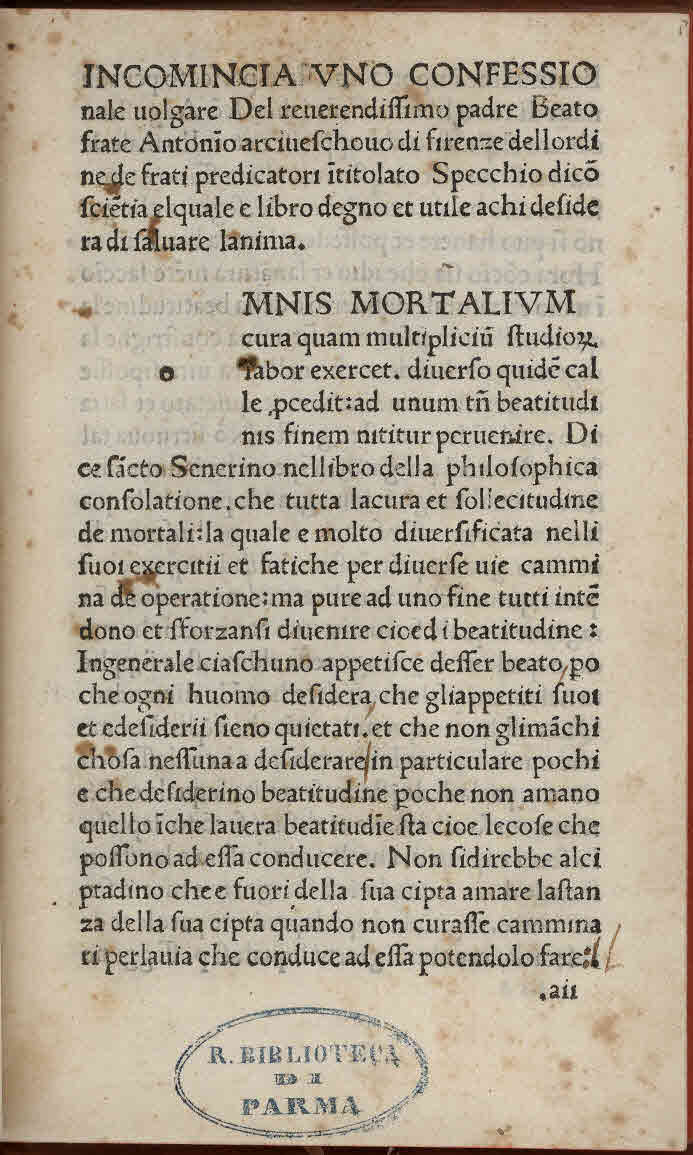
Confessionale, близько 1488—1490

Антонін мав серйозну репутацію серед богословських досліджень і допомагав у ролі папського теолога на Флорентійському соборі . Серед його праць, перелік яких наведено в Quétif — Échard, De Scriptoribus Ordinis Praedicatorum, vol. i.818, найбільш відомими є Summa theologica moralis (надруковано в 1477 р.) та Summa confessionalis, Curam illius habes (надруковано в 1472 р.). Обидві надруковано через роки після смерті автора. Остання є одним із трьох посібників для сповідників, які він написав, і високо цінувалась серед духовенства ще багато століть. Його роботи були значним кроком у галузі морального богослов'я.
У 1477 р. опубліковано Chronicon partibus tribus distincta ab initio mundi ad MCCCLX, що мала бути історією створення з релігійної точки зору, аж до кінця XIV століття. Незважаючи на відсутність критики у своїх оглядах попередніх століть, його описи більш сучасних подій були корисними для істориків.
Твори Антоніна, деякі з яких написано італійською мовою, відображають яскраве усвідомлення проблем соціального та економічного розвитку. Він стверджував у них, що держава зобов'язана втручатись у торгові справи задля загального блага та допомагати бідним і нужденним.

## Шанування
31 травня 1523 року Антонін канонізував Папа Адріан VI який сам дотримувався ідей радикальної та різкої церковної реформи, подібних ідеям Антоніна.
Його день, якого не було в Тридентійському календарі, було внесено до Загальноримського календаря в 1683 році для святкування 10 травня. З 1969 року його більше немає в Загальноримському календарі, але Римський мартиролог вказує, що він досі існує, щоправда перенесений на 2 травня, день його смерті.
Антоніна вшановують як покровителя Монкальво, недалеко від Турина і як покровителя католицької церкви та церкви Агліпаяна муніципалітету Пура, Тарлак, Філіппіни. Тіло святого досі непошкоджене, і його можна побачити в музеї Сан-Марко, Флоренція.